# Machteld van Foreest (schaakster)
Jkvr. Machteld van Foreest (Groningen, 22 augustus 2007) is een Nederlands schaakster.
Na diverse Nederlandse jeugdkampioenschappen werd ze in 2019 derde op het Nederlands kampioenschap schaken voor vrouwen.
In 2022 slaagde van Foreest er in om op 15-jarige leeftijd het Nederlands kampioenschap schaken voor vrouwen te winnen en daarmee werd ze de jongste nationaal kampioen in het schaken in Nederland tot dan toe. Ook in 2025 werd van Foreest kampioene bij het NK schaken voor vrouwen.

## Schaakcarrière
Van Foreest begon met schaken toen ze drie jaar oud was. Al snel won ze diverse Nederlandse jeugdkampioenschappen: in 2014 kampioen schaken meisjes onder de 10 jaar, in 2017 en 2018 jeugdkampioen schaken onder de 12, in 2018 jeugdkampioen schaken onder de 14 jaar en in 2018 een gedeelde derde plaats bij de wereldkadetten onder de 12 in Santiago de Compostela. Toen Van Foreest in 2018 eerste stond op de wereldranglijst voor meisjes tot 12 jaar, werd er mede voor haar een speciaal schaakfonds voor jeugdige talenten opgericht. In 2019 werd ze als elfjarige gedeeld derde in het Nederlandse kampioenschap voor vrouwen. In 2022 werd ze op vijftienjarige leeftijd de jongste winnares ooit van het Nederlandse kampioenschap voor vrouwen.
Van Foreest wordt onder meer getraind door Sergej Tiviakov en Sipke Ernst. Ze speelt bij de schaakclub Groninger Combinatie.

## Adellijke schaakfamilie
Van Foreest behoort tot het oud-Hollands adellijk geslacht Van Foreest. Zij draagt het predicaat jonkvrouw.
De familie heeft een rijke schaakgeschiedenis. Haar betovergrootvader, Arnold Engelinus van Foreest, was driemaal schaakkampioen van Nederland, evenals diens broer Dirk van Foreest. Machteld en haar vijf broers volgden geen gewone schoolopleiding, maar kregen thuisonderwijs, opdat ze zich beter op het schaken konden richten. Twee van haar broers,  Jorden en Lucas van Foreest, beiden grootmeester, werden Nederlands schaakkampioen.